# Rodrigo Valenzuela
Rodrigo Ignacio Valenzuela Avilés (* 29. November 1975 in Santiago de Chile) ist ein ehemaliger chilenischer Fußballspieler, der vorwiegend im Mittelfeld agierte.

## Laufbahn
Rodrigo Valenzuela begann seine Profikarriere bei seinem Heimatverein Unión Española, für den er zwischen 1994 und 1997 insgesamt 81 Punktspieleinsätze absolvierte und dabei 15 Treffer erzielte.
Im Sommer 1997 wechselte Valenzuela nach Mexiko zum Club América, bei dem er in den beiden folgenden Spielzeiten 1997/98 und 1998/99 unter Vertrag stand. Nach einer Zwischenstation bei den Lobos de la BUAP in der Saison 1999/00 kehrte Valenzuela zu Unión Española zurück und spielte anschließend noch für die Santiago Wanderers, ehe es ihn erneut nach Mexiko verschlug. Nachdem er gleich in der ersten Saison 2001/02 nach seiner Rückkehr mit dem Club León den Abstieg aus der höchsten Spielklasse hinnehmen musste und die nächsten beiden Spielzeiten bei Atlas Guadalajara verbracht hatte, kehrte Valenzuela für die Saison 2004/05 zum Club América zurück, mit dem er in der Clausura 2005 den Meistertitel der mexikanischen Liga gewann.
Die zweite Hälfte des Jahres 2005 verbrachte er erneut bei seinem Heimatverein Unión Española, bevor er Anfang 2006 zum letzten Mal während seiner Profikarriere für ein mexikanisches Team (diesmal die Tiburones Rojos Veracruz) spielte.
Über den CF Universidad de Chile, für den er in der zweiten Jahreshälfte 2006 im Einsatz war, kam Valenzuela zum CD Universidad Católica, bei dem er von 2007 bis zu seinem Karriereende 2014 seine längste Station mit den meisten Einsätzen (156) hatte, aber im Gegensatz zu seinen früheren Stationen vergleichsweise wenig Tore (sechs) erzielte. Im Jahr 2010 gewann er mit Universidad Católica die chilenische Fußballmeisterschaft und ein Jahr später den Pokalwettbewerb.
Zwischen 1998 und 2005 absolvierte Valenzuela insgesamt 18 Länderspieleinsätze (kein Tor) für die chilenische Fußballnationalmannschaft.

## Erfolge
- Mexikanischer Meister: Clausura 2005
- Chilenischer Meister: 2010
- Chilenischer Pokalsieger: 2011